# Ovčara – neispričana priča
Ovčara – neispričana priča je hrvatski dokumentarni film iz 2016. godine. 
Film je premijerno prikazan u Zagrebu 13. studenoga 2016. Redatelj je Vladimir Andrić, a u produkciji Sindikata hrvatske policije. Projekt je Nacionalnog sindikata policije, koji se diljem Hrvatske prikazuje kroz program Tjedan sjećanja na Vukovar i Škabrnju koje organizira Hrvatska udruga Benedikt. Tema filma je velikosrpski zločin iz studenoga 1991. koji su počinili nakon okupacije Vukovara. Prikazana je strahota zlodjela počinjenih nad 276 nevinih žrtava na Ovčari. U filmu govore preživjeli hrvatski vojnici Vilim Karlović, Hajdar Dodaj, Dragutin Berhofer i dr Mirjana Semrnić Rutko, spominjući pojedinosti koje su osobno doživjeli ili vidjeli, vožnju autobusom zajedno s ranjenicima, zbivanja u hangarima, na Ovčari i krajnju okrutnost neprijatelja prema zarobljenima. U filmu se vidi tko su bili počinitelji zločina na Ovčari i drugim mjestima, te imena svakog počinitelja koji nije progonjen detaljno su i precizno navedena, namećući pitanje zašto domaće i međunarodno pravosuđe nije dovoljno dalo svoj doprinos u rasvjetljavanju ovih događaja i procesuiranju zločinaca.
Film cilja promicati istinu. Upozorava se na činjenicu da ono što prezentira Specijalni sud za ratne zločine u Beogradu i njihovo tužiteljstvo ne može biti istina, jer je apsurdno da 13 četnika može u svega 7 sati ubiti 276 branitelja, ranjenika i civila. Autori su kroz film pokušali dokazati da je istina vrlo drukčije. Film dokazuje da je krivo još najmanje 57 osoba. Stoga su početkom studenoga 2016. autori u zajedno s Koordinacijom braniteljskih udruga DORH-u podnijeli kaznenu prijavu protiv još 57 osoba. Počinitelji zločina žive na području Vukovara, neki u okolici, neki u BiH i Srbiji.

## Vanjske poveznice
- YouTube Trailer filma